# 足利頼氏
足利 頼氏（あしかが よりうじ）は、鎌倉時代中期の武将。鎌倉幕府の御家人。足利宗家5代当主。父は足利泰氏。母は北条時氏の娘。初名は足利利氏（としうじ）。室町幕府初代征夷大将軍足利尊氏の曾祖父。

## 生涯

### 元服と家督相続
足利泰氏の三男として生まれるが、母が北条得宗家出身であることから嫡子に指名され、父・泰氏の跡を継いで足利氏の当主となり上総と三河の二ヶ国を領した。『吾妻鏡』における初見は建長4年（1252年）11月11日条の「足利大郎家氏　同三郎利氏」の箇所である。家氏はこれまで『吾妻鏡』に寛元3年（1245年）8月15日条～建長3年（1251年）8月15日条までの7年間、11箇所に亘って「足利三郎家氏」と記されてきたが、前述の記載では家氏の通称が「大郎」（＝太郎）で、「三郎」を名乗る人物が利氏（頼氏）に変わっている。これは、「三郎」が兄弟の順序を表す通称ではなく、足利氏嫡流の家督継承者が称する称号であり、母の出自の違い（家氏の母は名越朝時の娘）に伴って建長3年（1251年）から同4年（1252年）の間で「三郎」を称する足利氏の嫡子が家氏から利氏（頼氏）へ変化したことを表すものであると考えられている。その時期は、『吾妻鏡』で家氏の表記が、建長3年8月15日条で「足利三郎家氏」であったものが、翌建長4年4月1日条では「足利大郎家氏」と変化していることから、この間に絞り込められる。『吾妻鏡』によれば、この期間内の建長3年12月2日に父の泰氏が出家しており、これを受けて利氏（頼氏）が家督を継承したと考えられ、また「三郎」という通称名を名乗るのは元服の際に行われるため、利氏（頼氏）の元服は建長3年の8月15日から12月2日の間に行われたとみて良いであろう。後述するが、生誕年は仁治元年（1240年）であったとみられ、その場合建長3年当時数え年12歳となり、元服の年齢として妥当なものである。

### 幕府における活動
その後『吾妻鏡』には「足利三郎利氏」の名で度々登場する。そのうち、建長8年/康元元年（1256年）8月11日条には、母方の伯父で5代執権の北条時頼の長男・宝寿（のちの北条時輔）の元服の際の烏帽子親を務めたことが記されており、以下の通りである。
```
建長八年八月小十一日己巳。雨降。
相州
御息被
加首服
。号相模三郎時利、後改時輔、
加冠
足利三郎利氏
、
後改頼氏
```

将軍（当時は宗尊親王）或いは北条氏（北条時頼）からの指名を受けて加冠役（烏帽子親）を勤めたものとされる。当時頼氏は利氏と名乗っており、宝寿はその偏諱（｢利｣の1字）を受けて「時利」と名乗ったとみられるが、のちに両者とも改名している。利氏の改名時期については、その後8月16日条では「足利三郎利氏」となっているが、一週間後の8月23日条では「足利次郎兼氏 同三郎頼氏」と名前が変わっていることから、恐らくはこの時期に利氏から頼氏への改名が行われたとみられる。「頼」の字は当時の執権（同年11月に辞任）であった時頼の偏諱であり、足利氏の嫡子が家氏から利氏に替わったのに伴い、時頼が甥でもある利氏との関係を緊密にする最も簡単な方法として、自身の一字を下賜して利氏を改名させるに至ったとされる。
『吾妻鏡』においては、その後「足利三郎頼氏」としては、正嘉元年（1257年）12月29日条、将軍・宗尊親王の御所の御格子番衆に加わった記事を最後に登場しなくなるが、その後弘長元年（1261年）には同名を持った「治部権大輔頼氏」が現れ、『尊卑分脉』の頼氏の項に「治部権大輔」、『続群書類従』所収「足利系図」や『系図纂要』の頼氏の項に「治部大輔」と載せていることから足利頼氏と同人であるとされる。『吾妻鏡』にはこの間の頼氏の活動の様子が記されていないが、次に挙げる正嘉3年/正元元年（1259年）当時の2つの史料から、頼氏に関する動向を読み取ることができる。
```
京都大番役
事、自明正月一日至同六月晦日、随
番頭
足利三郎
之催、可令勤仕□□、依仰執達如件、
　　　　　　　　　　　　　　　　　　　　　　　　　　　　　　　　　（之状） 
正嘉三年二月廿日
```

　武蔵守（花押）
　相模守（花押)
深堀太郎殿　　　　　　　　　　　（『肥前深堀家文書』より）
この書状は、2月20日に6代執権北条長時と連署北条政村が「深堀太郎」こと深堀時光に対し、明くる年（正元2年/文応元年、1260年）の1月1日から6月30日まで、番頭「足利三郎」の下で京都大番役を勤仕するよう命じたものであり、この「足利三郎」はそれまで『吾妻鏡』に登場していた頼氏に比定される。従って、この段階で頼氏が上総国守護として京都大番役の番頭を務めていたことが確認できる。
吉田経俊の日記である『経俊卿記』の同年4月17日条には次のような記事が見られる。
```
従五位下
源　頼氏
　　　平　業時
　　　　同　義政　　　藤原行氏 
検非違使如元
　　　　平　時基　　　惟宗淳俊
　　　　同　□親
```

この除目において従五位下となった者のうち、「平業時、平義政、藤原行氏」がそれぞれ普音寺業時、塩田義政、二階堂行氏（二階堂基行の子）に比定できることから、「源頼氏」も鎌倉御家人であった可能性は高い。この当時源氏で「頼氏」を名乗っていたのは足利頼氏の他に、世良田頼氏と佐々木頼氏の2名が確認できるが、清和源氏流新田氏一門の世良田頼氏は寛元2年（1244年）に三河守在任が確認でき、宇多源氏流佐々木氏一門京極氏信の長男（宗綱の兄）である佐々木頼氏については、『吾妻鏡』正嘉元年（1257年）12月29日条の段階では「足利三郎頼氏」とは別に「対馬太郎頼氏」とあるように無官であり、のち『吾妻鏡』文応元年（1260年）11月22日条に「対馬太郎左衛門尉頼氏」として見えるが、後者の「左衛門尉」は六位相当であった可能性が高い。よって、当時20歳であった足利頼氏がこの除目において従五位下・治部権大輔に叙任された可能性が高いとされる。そして、翌正元2年/文応元年（1260年）には「治部権大輔」の名で再び『吾妻鏡』に現れるのである。
尚、ここまでに『吾妻鏡』には度々登場し、その活動の多くは鎌倉幕府第6代将軍・宗尊親王の近臣としての行為であったことが窺える。但し、この当時実権は得宗・北条時頼の手にあり、後の傾向を考えればこれは北条氏が擁立した将軍に近侍することによって、得宗・時頼への忠誠を示すための行為であったと考えられる。

### 晩年に関する研究史
```
弘長元年七月大廿九日己丑。
武藏前司
。
筑前入道行善
。
常陸入道行日
等。
放生會
之時可參候于廻廊之由。可相觸之旨。被仰下云々。随兵之中。在國輩四人辞退請文。昨日自
小侍所
。付
武藤少卿景頼
之間。今日披露。此外條々有其沙汰云々。
```

（中略）
在鎌倉人々中申障
　尾張前司　　　　　　　　　　　　越前々司
　治部大輔　　　　　　　　　　　　周防守
　上総前司　　　　　　　　　　　　佐渡五郎左衛門尉
　周防三郎左衛門尉　　　　　　　　宇都宮五郎左衛門尉
　出羽三郎左衛門尉
　　　以上勞之由申
（以下省略）
（『吾妻鏡』より）
頼氏は弓矢に優れ、九条頼経の近侍であった中村朝綱（『吾妻鏡』では中村縫殿助太郎）等により弓術の指南を受けたとされ、鶴岡八幡宮での流鏑馬などで活躍していたが、生来から病弱だったために、弘長元年（1261年）7月29日、頼氏を指すと思われる「治部大輔」が翌月15日の鶴岡八幡宮での行事（放生会）を病気で辞退したという上の記述を最後に史料から姿を消した。その後の頼氏は、没年にも異説が多く、弘長2年（1262年）説、弘安3年（1280年）説、永仁5年（1297年）説がある。詳しくは以下の通りである。
弘長2年（1262年）死亡説
- 足利吉祥寺の位牌：4月24日に死去[35][5][注釈 9]。
- 『瀧山寺縁起』「温室番帳」：4月24日に死去[26][36][37][38]。
- 『蠧簡集残編 六』所収「足利系図」：4月24日に死去[39][40]

弘安3年（1280年）死亡説
- 『尊卑分脈』・『系図纂要』：4月2日に出家、4月7日に23歳で死去。
- 『続群書類従』所収｢足利系図｣：4月7日に33歳で死去[18]。

永仁5年（1297年）死亡説
- 鑁阿寺の位牌：6月9日に40歳で死去。
- 「新田足利両家系図」：6月9日に40歳で死去[20]。

臼井信義によれば、文永6年（1269年）4月に子の家時が鑁阿寺に与えた定文条々（寺規七ヶ条）があることから家時がこの段階で足利氏の当主であったとみられること、1280年説または1297年説で享年を23または33または40とした場合に、頼氏の生母が宝治元年（1247年）に死去していることと矛盾すること、建長4年（1252年）の段階で頼氏（利氏）が幕府に出仕していることが窺える『吾妻鏡』の記述（前述参照）に矛盾することや、子である家時の没年との関係から、1262年説が有力であり、鶴岡八幡宮放生会への供奉を辞退したという上の記事がこの説を裏付けるものであるとしている。またこの臼井説が出された後に次の史料が発見された。
```
四月…（中略）…
同廿四日治部大輔
源頼氏
弘長二年
壬戌
御逝去
、此時為一切経会料所被寄進
阿知波郷
了、
```

（『瀧山寺縁起』「温室番帳」より）
この『瀧山寺縁起』は他の記載も含めて信憑性の高いものとされ、この記述を根拠に臼井の弘長2年（1262年）死亡説を支持する見解も出された。そのうち、前田治幸は更に『蠧簡集残編 六』所収の「足利系図」にも頼氏の項に「弘長二年四月廿四日卒」とあることを根拠に、臼井の説を補強された。
尚、異説として『関東往還記』弘長2年6月19日条に「足利左馬入道」が西大寺叡尊のもとに参っている記事が見られ、「足利左馬入道」を左馬頭（『尊卑分脉』や『系図纂要』では左馬助）の官途名を持った頼氏として同年4月24日死亡説を否定する説も出された。これについては、前述の通り弘長2年死亡説を支持する前田が、東京大学史料編纂所所蔵の写真帳で同箇所を確認してみると「畠山入道足利左馬入道　　参、」とあり、畠山泰国とみられる「畠山入道」の割注であることが分かり、また頼氏が「左馬頭」もしくは「左馬助」であった形跡が確認できないことから、「足利左馬入道」は泰国の叔父である足利義氏（左馬頭、頼氏の祖父）を指し、本来は「足利左馬入道甥」とあったものが伝写される際に誤って消えてしまったものとする見解を示している。また、前田は『尊卑分脉』以下の系図類に注記される「三河守」についても、世良田頼氏と混同している可能性があるとして否定的な見解を示している。
以上のことにより、1262年死亡説が有力とされる。命日については弘長2年（1262年）に死亡とする上記3つの史料が掲げる4月24日、享年については生母との関係から判断して『尊卑分脈』に掲載の23が正しいとされ、逆算すると仁治元年（1240年）生まれということになる。前述したが、建長3年（1251年）に元服したとみられることも生誕年を推定する根拠となる。誕生の時点では、両親の祖父にあたる北条泰時は存命している。

### 死後
頼氏の死後、足利氏嫡流の家督は側室（家臣・上杉重房の娘）との間に生まれたとされる家時が跡を継いだとされる。それまで足利氏の歴代当主は、代々北条氏一門の女性を正室に迎え、その間に生まれた子が嫡子となり、たとえその子より年長の子（兄）が何人あっても、彼らは皆庶子として扱われ家を継ぐことができないという決まりがあったが、家時はその例外として跡を継ぐことができた。
これについて臼井は、若くして亡くなったため頼氏には正室がいなかったとする見解を示していたが、後に小谷俊彦によって、北条時盛の娘が正室であったとされる史料が提示された（米沢市中条敦所蔵「桓武平氏諸流系図」）。正確に言えば、同史料では時盛の娘の一人に「足利三郎頼氏女」と記しているが、時盛の娘でもあり頼氏の娘でもあるというのは明らかに矛盾しており、「女」は「妻」の誤記または誤写と考えられ、この女性が頼氏の正室であったと推測されている。しかし頼氏がこの正室との間に子をもうける前に死去したため、本来は庶子であった家時が跡を継ぐことになったというわけである。但し、家督継承時の家時はまだ幼少であり、その成長まで長兄の家氏が家督を代行したとされる。

## 年表
| 和暦             | 西暦          | 月日 （旧暦） | 内容 | 典拠となる史料名   | 史料における表記                     |
| ---------------- | ------------- | ------------- | --- | ------------------ | ------------------------------------ |
| 仁治元年         | 1240年-1241年 |               | この年に生誕か。 |                    |                                      |
| 寛元4年          | 1246年        | 3月23日       | 伯父の北条時頼が鎌倉幕府の執権に就任。 | 『吾妻鏡』ほか     |                                      |
| 寛元4年          | 1246年        | 閏4月1日      | 伯父（時頼の兄）で前執権の北条経時が死去。 | 『吾妻鏡』ほか     |                                      |
| 宝治元年         | 1247年        | 3月2日        | 時頼の妹である母が死去。 | 『吾妻鏡』         |                                      |
| 建長3年          | 1251年-1252年 |               | 8月15日以後に元服し、利氏を名乗る。 その際、長兄の家氏に代わって嫡子に定められ、通称を「三郎」とする。                                                           |                    |                                      |
| 建長3年          | 1252年        | 12月2日       | 父・泰氏が出家。これに伴い、家督を継承か。 | 『吾妻鏡』ほか     |                                      |
| 建長4年          | 1252年        | 11月11日      | 兄の家氏、吉良満氏とともに、将軍宗尊親王の新邸御移徙に供奉する。 史料における初見。                                                                              | 『吾妻鏡』         | 足利大郎家氏 同三郎利氏              |
| 建長8年          | 1256年        | 1月3日        | 将軍宗尊親王に垸飯を献上する。 | 『吾妻鏡』         | 足利三郎利氏                         |
| 建長8年          | 1256年        | 1月5日        | 兄の家氏、兼氏とともに将軍宗尊親王の御行始に供奉する。 | 『吾妻鏡』         | 足利三郎和(利)氏                     |
| 建長8年          | 1256年        | 1月11日       | 兄の家氏、吉良満氏とともに、将軍宗尊親王の鶴岡八幡宮参詣に供奉する。                                                                                             | 『吾妻鏡』         | 足利三郎利氏                         |
| 建長8年          | 1256年        | 7月17日       | 兄の兼氏とともに将軍宗尊親王の最明寺参詣に供奉する。 | 『吾妻鏡』         | 足利三郎利氏                         |
| 建長8年          | 1256年        | 8月11日       | 執権・北条時頼の長男・宝寿の元服に際し烏帽子親を務め、 「利」の字を与えて北条時利と名乗らせる。                                                                  | 『吾妻鏡』         | 足利三郎利氏後改頼氏                 |
| 建長8年          | 1256年        | 8月16日       | 鶴岡八幡宮放生会流鏑馬の射手に選ばれる。 | 『吾妻鏡』         | 足利三郎利氏                         |
| 建長8年          | 1256年        | 8月23日       | 将軍宗尊親王が北条長時の常葉邸に臨むに際し、兄の兼氏とともに供奉する。 利氏（頼氏）、引き物の南廷を持参する。 この頃、執権・北条時頼の偏諱を受けて頼氏に改名か。 | 『吾妻鏡』         | 足利次郎兼氏 同三郎頼氏 足利三郎利氏 |
| 康元元年         | 1256年        | 11月22日      | 北条時頼が執権職を辞し出家。長時が執権となる。 | 『吾妻鏡』ほか     |                                      |
| 正嘉元年         | 1256年        | 10月1日       | 兄の家氏と畠山国氏、将軍宗尊親王の大慈寺供養臨席に供奉する。 頼氏、大阿闍梨に布施として与えられる馬の鞍を進上する。                                              | 『吾妻鏡』         | 足利三郎                             |
| 正嘉元年         | 1257年        | 12月24日      | 吉良満氏とともに廂番衆に加わる。 | 『吾妻鏡』         | 足利三郎                             |
| 正嘉元年         | 1257年        | 12月29日      | 御格子番衆に加わる。 | 『吾妻鏡』         | 足利三郎頼氏                         |
| 正嘉3年          | 1259年        |               | 2月20日付の「関東御教書」が出された当時、 既に京都大番役の番頭であったことが確認できる。                                                                         | ｢深掘記録証文｣     | 足利三郎                             |
| 正元元年         | 1259年        | 4月17日       | 従五位下・治部権大輔に叙任。 | 『経俊卿記』       | 源頼氏                               |
| 正元2年          | 1260年        | 2月20日       | 吉良満氏とともに廂番衆に加わる。 | 『吾妻鏡』         | 治部権大輔                           |
| 正元2年-文応元年 | 1260年        |               | 1月1日から6月30日まで、上総国守護として京都大番役番頭を務める。                                                                                                  |                    |                                      |
| 文応2年          | 1261年        | 1月1日        | 北条時頼主催の垸飯儀式に出仕する。 また、将軍宗尊親王の御行始に供奉し、引出物の御剣役を務める。                                                                  | 『吾妻鏡』         | 治部権大輔頼氏                       |
| 文応2年          | 1261年        | 1月7日        | 将軍宗尊親王の鶴岡八幡宮参詣に供奉する。 | 『吾妻鏡』         | 治部権大輔                           |
| 文応2年-弘長元年 | 1261年        |               | この間に治部大輔（正官）となる。 |                    |                                      |
| 弘長元年         | 1261年        | 7月29日       | 翌8月15日の鶴岡八幡宮での放生会を病気で辞退する旨を申し出る。 | 『吾妻鏡』         | 治部大輔                             |
| 弘長2年          | 1262年        | 4月24日       | 死去。 | 『瀧山寺縁起』ほか | 治部大輔源頼氏                       |

## 偏諱を与えた人物
利氏時代
- 北条時利（のちの時輔、前述の通り頼氏（利氏）が烏帽子親を務めた）

頼氏時代
- 上杉頼重[51]（義兄弟（側室の兄弟））
- 新田基氏[52]?